# Zofia Kulik
Zofia Kulik (née en 1947) est une artiste polonaise plasticienne connue pour ses œuvres basées sur la photographie.

## Biographie

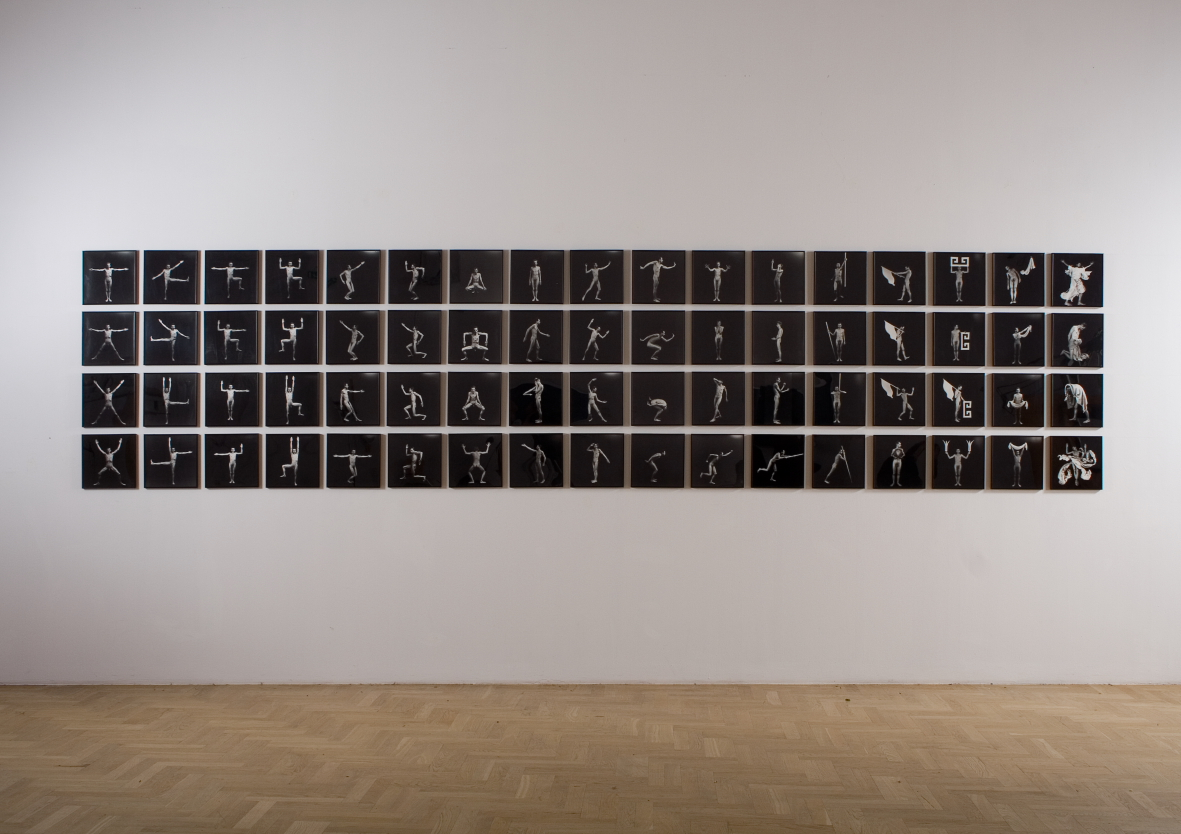
Z cyklu archiwum gestów, National Gallery of Art, Varsovie.

Zofia Kulik étudie la sculpture à l'Académie des Beaux-Arts de Varsovie. De 1971 à 1987, elle travaille avec Przemyslaw Kwiek (pl), créant des œuvres communes sous le nom de Kwiekulik (pl),. Leurs productions filmiques et photographies sont influencées par la notion de forme ouverte de l'architecte polonais Oskar Hansen (pl). Dans la série « Actions with Dobromierz », le duo KwieKulik met en scène leur vie privée, leur fils et les symboles du régime polonais totalitaire. Cette œuvre fait date dans l'histoire du féminisme en Europe de l’Est. L'espace domestique n'est pas une prison dans laquelle les femmes sont enfermées mais le lieu où peut s'exercer la résistance au régime communiste. Zofia Kulik et Przemyslaw Kwiek transforment leur studio de Varsovie en lieu alternatif d'exposition. Ils y entassent une importante documentation sur l'avant-garde polonaise. En 1975, le couple est interdit de sortie de territoire à la suite de leur position critique face au gouvernement communiste.
Après 1987, Zofia Kulik se consacre à des séries de photomontages, composés de motifs noirs et blancs rappelant les vitraux ou les tapis orientaux. Ses compositions sont centrées, symétriques, ordonnées. Les motifs sont répétés et forment une sorte de kaléidoscope.
Les réalisations de Zofia Kulik sont exposées dans le monde entier, notamment à New York en 1990, à Paris en 2000. En 1997, Zofia Kulik représente la Pologne à la Biennale de Venise.

## Expositions
- 1981 – Düsseldorf, Université internationale
- 1989 – Varsovie : Wizualne idiomy socwiecza, Mała Galeria ZPAF
- 1991 – Amsterdam : Wanderlieder, Stedelijk Museum
- 1992 – Bolzano : Frontiera 1/92
- 1994 – Bonn : Europa, Europa
- 1995 – Corée : Kwangju Biennale
- 1997 – Venise : XLVII Biennale
- 1998 – Pologne : retrospektywna wystawa Od Syberii do Cyberii (tamże m.in. I dom, i muzeum)
- 2000 – Paris : l'Autre Moitie de l'Europe, Galerie Nationale du Jeu de Paume
- 2004 – Varsovie : Autoportrety i ogród, Galeria Le Guern
- 2004 – Varsovie : Od Syberii do Cyberii, Zachęta – Narodowa Galeria Sztuki